# Pogum
Pogum est un quartier de la commune allemande de Jemgum, dans l'arrondissement de Leer, Land de Basse-Saxe.

## Géographie
Le village en face de la ville portuaire d'Emden se situe directement dans l'estuaire de l'Ems dans le Dollard.

## Histoire
Pogum est mentionné pour la première fois en 1367 sous le nom d'Urapawengum.
L'église de Pogum est construite en 1776. Dedans, deux dalles trapézoïdales du XIe siècle sont probablement les plus anciennes en Frise orientale. L'orgue est de Johann Adam Berner.
Pogum fusionne avec Jemgum en janvier 1973.